# مطرانية جبيل والبترون للروم الأرثوذكس
قائمة الأساقفة الأرثوذكس في جبيل والبترون (جبل لبنان) في لبنان، وهي أبرشية جزء من البطريركية الأنطاكية وسائر المشرق للروم الأرثوذكس ومقرها سوريا:
- بول أبو العدل (1901-1929)
- ايليا كرم (1935-1969)
- جورج خضر (1970 -2018)
- سلوان موسي (2018 حتى الآن)